# Saint-Connan
Saint-Connan (bretonisch: Sant-Konan) ist eine französische Gemeinde mit 297 Einwohnern (Stand 1. Januar 2022) im Département Côtes-d’Armor in der Bretagne. Sie gehört zum Arrondissement Guingamp und zum Gemeindeverband Kreiz-Breizh.

## Geografie
Die Gemeinde Saint-Connan liegt etwa 20 Kilometer südlich von Guingamp und etwa 30 Kilometer südwestlich von Saint-Brieuc. Durch den Westen des Gemeindegebiets fließt der Trieux, der im Ortsteil L’Étang Neuf einen gleichnamigen Stauweiher speist.
Neben L’Étang Neuf und dem Dorf Saint-Connan, das am Étang de Saint-Connan liegt und nach dem Heiligen Connan benannt wurde, gehören zur Gemeinde auch die Ortsteile Galbouan-d’en-Haut, Coat-ar-Belléquès und Coldabry sowie zahlreiche Weiler und Einzelhöfe.
Die Landschaft um Saint-Connan ist durch Acker- und Grünlandflächen geprägt, die durch die für die Umgebung typischen Hecken voneinander getrennt sind. Abgesehen von den Hängen an steilen Flussabschnitten ist das Gebiet waldarm; lediglich im Westen hat die Gemeinde einen kleinen Anteil am etwa 150 ha umfassenden Bois de Coat Mallouen.
Nachbargemeinden von Saint-Connan sind Senven-Léhart im Norden, Saint-Gildas im Osten, Le Vieux-Bourg im Südosten, Saint-Gilles-Pligeaux im Süden sowie Kerpert im Südwesten.

## Geschichte
Das Dorf Saint-Connan entstand im frühen 12. Jahrhundert zur Zeit der Gründung der Abtei Coat Mallouen. Das Gemeindegebiet von Saint-Connan gehörte lange zu Saint-Gilles-Pligeaux, erst während der Französischen Revolution wurde eine eigenständige Gemeinde geschaffen – 1793 unter dem Namen Roc Conan, ab 1801 Saint-Connan.
Die Pfarrkirche Saint-Corentin stammt aus dem 17. Jahrhundert, der neugotische Turm wurde im späten 19. Jahrhundert umgebaut.
Im Juli 1944 war die Umgebung von Saint-Connan Schauplatz von Kämpfen der Maquis gegen die deutschen Besatzer. Die Partisanen der Résistance nahmen später an der Befreiung von Guingamp und Paimpol teil.

### Bevölkerungsentwicklung
| Jahr      | 1962 | 1968 | 1975 | 1982 | 1990 | 1999 | 2006 | 2014 | 2022 |
| Einwohner | 530  | 469  | 400  | 400  | 331  | 317  | 296  | 306  | 297  |

Im Jahr 1806 wurde mit 977 Bewohnern die bisher höchste Einwohnerzahl ermittelt. Die Zahlen basieren auf den Daten von cassini.ehess und INSEE.

## Sehenswürdigkeiten

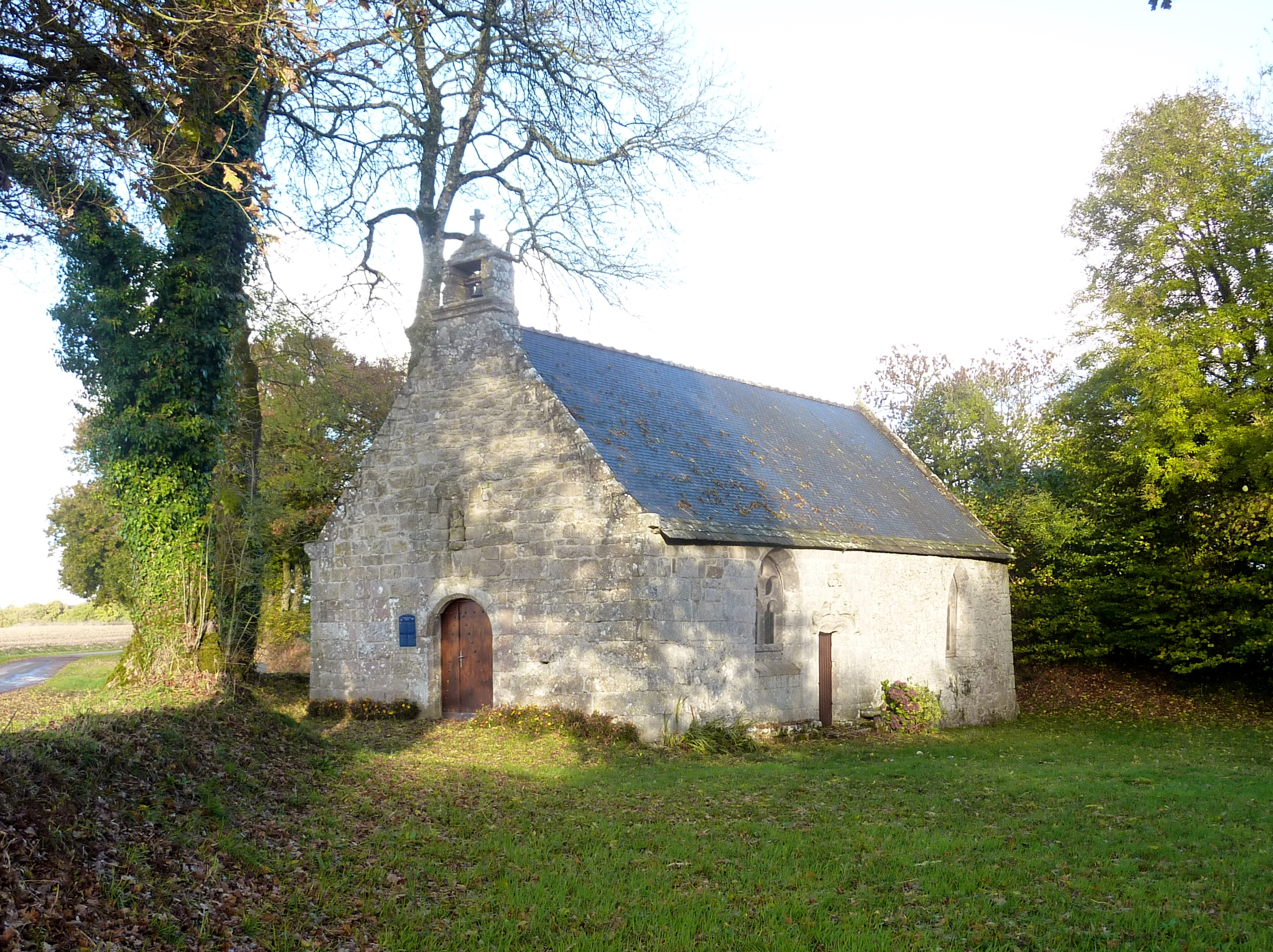
Kapelle Notre-Dame

- Pfarrkirche Saint-Corentin in Saint-Connan (benannt nach dem Heiligen Corentin, bretonisch: Sant-Kaourintin, dem ersten Bischof von Quimper)
- Menhir nahe dem Ortsteil Coldabry
- Kapelle Saint-Bernard im Ortsteil L’Étang Neuf
- Kapelle Sainte-Barbe im Ortsteil L’Étang Neufcassini.ehess
- Kapelle Notre-Dame im Ortsteil Le Logou

Siehe auch: Liste der Monuments historiques in Saint-Connan

## Wirtschaft und Infrastruktur
In der Gemeinde sind 30 Landwirtschaftsbetriebe ansässig (Getreideanbau, Milchwirtschaft, Rinder- und Geflügelzucht).
Durch das Gemeindegebiet führt die Fernstraße D 767 von Guingamp über Corlay und Mûr-de-Bretagne nach Pontivy.